# John Trowbridge

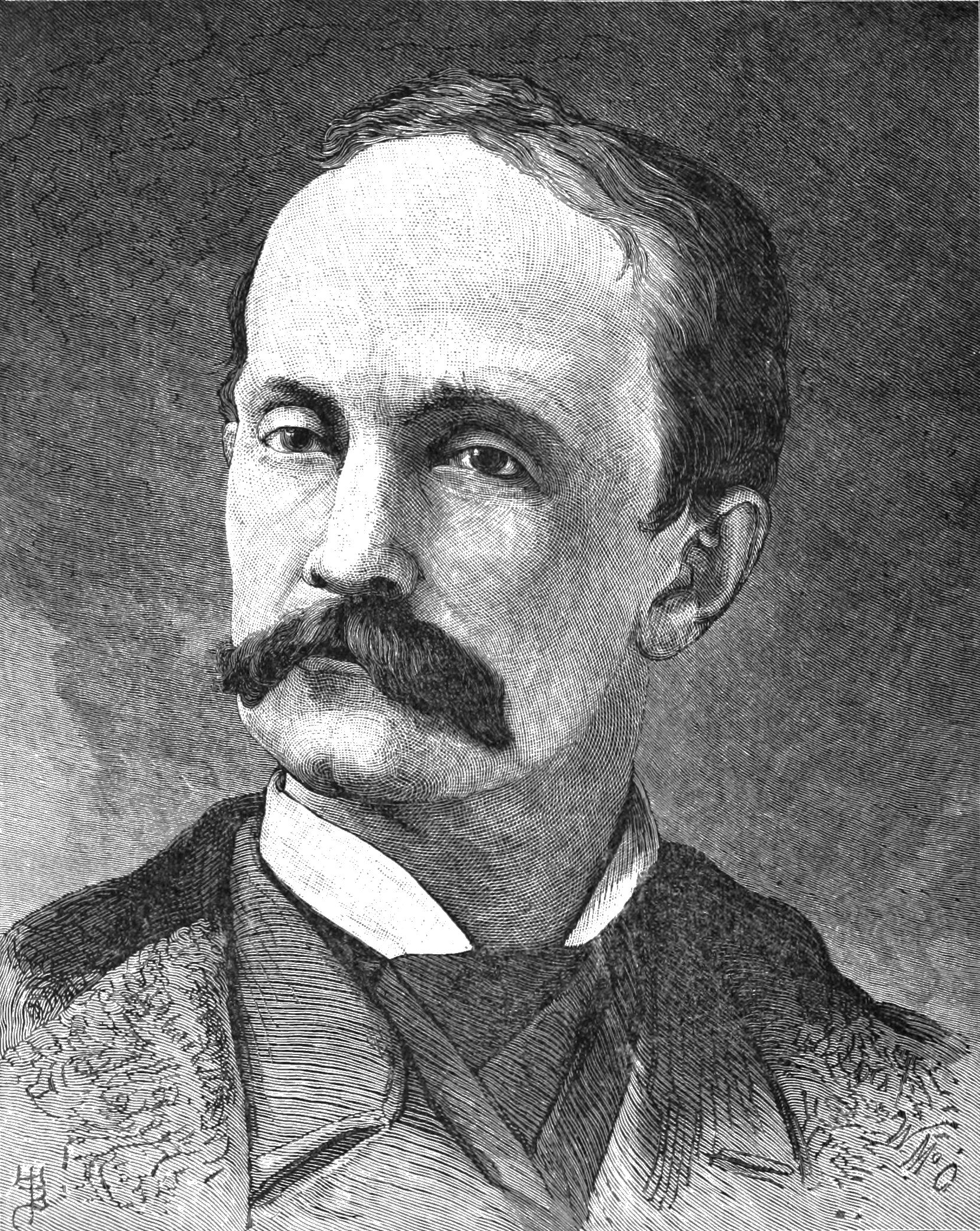
John Trowbridge

John Trowbridge (* 5. August 1843 in Boston, Massachusetts; † 18. Februar 1923) war ein US-amerikanischer Physiker an der Harvard University.
John Trowbridge, Sohn eines Arztes, besuchte die Boston Latin School und die Lawrence Scientific School der Harvard University, wo er 1866 seinen Abschluss als Scientiae Baccalaureus machte. An der Lawrence Scientific School arbeitete er zunächst als Tutor für Mathematik, bevor er 1868 eine erste Professur (Assistant Professor) für Physik am Massachusetts Institute of Technology (MIT) erhielt. 1870 wechselte er als Assistant Professor zurück an die Harvard University, wo er ein Labor einrichtete (aus dem das Jefferson Physical Laboratory hervorging) und 1873 einen Doctor of Science erwarb. 1879 erhielt er eine ordentliche Professur, seit 1888 war er in Nachfolge von Oliver Wolcott Gibbs Rumford Professor of the application of science to the useful arts.
Trowbridge befasste sich theoretisch und experimentell mit verschiedenen Aspekten der Strömungsmechanik, elektromagnetischen Spektren, Elektrizität und Elektrophysiologie sowie Telegraphie und Telefonie. Er entwickelte unter anderem neuartige Galvanometer und einen Funkeninduktor. Trowbridge machte sich um die Ausbildung der Studenten mittels physikalischem Experiment verdient. William Duane, Charles Bingham Penrose, George W. Pierce und Benjamin Osgood Peirce zählten zu seinen Schülern. Außerdem arbeitete Trowbridge mit Wallace Clement Sabine, Samuel Sheldon, Theodore William Richards und Charles C. Hutchins zusammen. Trowbridge gehörte zu den Herausgebern des American Journal of Science.
Seit 1871 war Trowbridge Mitglied der American Academy of Arts and Sciences, deren Sekretär er von 1879 bis 1884 und deren Präsident er von 1908 bis 1915 war. Seit 1876 war er Fellow der American Association for the Advancement of Science. 1878 wurde er in die National Academy of Sciences gewählt, 1896 in die American Philosophical Society.
Trowbridge war seit 1875 mit Mary Louise Gray († 1907) verheiratet, die in die Ehe eine Tochter mitbrachte. Trowbridge selbst hatte keine leiblichen Kinder.

## Schriften (Auswahl)
- List of apparatus available for scientic researches involving accurate measurements, and contained in different American laboratories. Mit Wolcott Gibbs und Edward C. Pickering, 1879.
- The New Physics, 1884; (Digitalisat).
- The Electrical Boy, 1891; (Digitalisat).
- Three Boys on An Electrical Boat, 1894.
- What Is Electricity? 1896; (Digitalisat).
- The Resolute Mr.Pansy, 1897; (Digitalisat).
- Philip's Experiments in Electrical Science, 1898; (Digitalisat).
- Samuel Finley Breese Morse, 1901; (Digitalisat).
- The story of a wireless telegraph boy, 1908.
- The Advance in Electricity Since the Time of Franklin, 1922; (Digitalisat).